# Багачанська волость
Багачанська волость — історична адміністративно-територіальна одиниця Миргородського повіту Полтавської губернії з центром у містечку Багачка.
Станом на 1885 рік складалася з 54 поселень, 10 сільських громад. Населення 10 771 особа (5244 чоловічої статі та 5527 — жіночої), 1560 дворових господарств.
|                     | Площа, десятин | У тому числі орної, дес. |
| ------------------- | -------------- | ------------------------ |
| Сільських громад    | 10742          | 8516                     |
| Приватної власності | 5604           | 5085                     |
| Іншої власності     | 135            | 129                      |
| Загалом             | 16481          | 13730                    |

- Багачка — колишнє державне та власницьке містечко при річках Псел і Багачка за 21 версту від повітового міста, 3200 осіб, 529 дворових господарств, 2 православні церкви, єврейський молитовний будинок, школа, 3 постоялих двори, 10 постоялих будинків, 2 лавки, 4 кузні, 5 водяних і 23 вітряних млини, 3 цегельних і винокурний заводи, 4 ярмарки на рік.
- Кротівщина — колишній державний та власницький хутір при річці Багачка, 780 осіб, 161 дворове господарство, постоялий будинок, 16 вітряних млинів.
- Мала Решетилівка — колишнє державне село при озері Довге, 150 осіб, 26 дворових господарств, православна церква, постоялий будинок, вітряний млин.
- Стефанівщина — колишнє власницьке село, 200 осіб, 26 дворових господарств, православна церква, постоялий будинок, 5 вітряних млинів, цегельний і винокурний заводи.

Старшинами волості були:
- 1900 року відставний фельдфебель Григорій Родіонович Кропивка[2];
- 1903—1904 роках козак Іван Фомич Лукаш[3],[4];
- 1906 року козак Юхим Пилипович Юхименко[5];
- 1907 року козак Пилип Михайлович Пелипенко[6];
- 1913—1916 роках Степан Євдокимович Венниченко[7],[8],[9].